# Tramway de Liberec
Le tramway de Liberec, circule depuis 1897 dans la ville de Liberec en République tchèque.

## Exploitation

### Lignes actuelles
| Lignes | Trajet |
| ------ | --- |
| 2      | Lidové Sady – Fügnerova – Viadukt – Dolní Hanychov |
| 3      | Lidové Sady – Riegrova – Botanická-ZOO – Muzeum-výstaviště – Průmyslová škola – 5. května - Šaldovo nám. – Fügnerova - Soukenné náměstí - Rybníček – Nádraží - Viadukt - Krkonošská - Staré pekárny - Vápenka - Janův Důl - Kubelíkova – Dolní Hanychov - Malodoubská - Hanychov kostel - Spáleniště – Horní Hanychov (Normalspur)                                                                  |
| 5      | Rybníček - Soukenné náměstí - Fügnerova - Mlýnská - Textilana - U lomu - Nová Ruda - Ústav sociální péče - Pivovar (Ri. Jablonec) - Lékárna - Vratislavice kostel - – Vratislavice výhybna (Meterspur) |
| 11     | Viadukt - Nádraží - Rybníček - Soukenné náměstí - Fügnerova - Mlýnská - Textilana - U lomu - Nová Ruda - Ústav sociální péče - Pivovar (Ri. Jablonec) - Lékárna - Vratislavice kostel - Vratislavice výhybna - Kyselka (x) - Proseč, škola (x) - Proseč, pošta (x) - Proseč, výhybna (x) - Nový Svět (x) - Zelené údolí (x) - Měnírna (x) - Brandl (x) - Liberecká – Jablonec nad Nisou (Meterspur) |
| 1      | (ligne historique) Lidové Sady – Fügnerova – Viadukt |

### Matériel roulant
| Image         | Type           | En circulation                                                       | Remarques                                      |
| ------------- | -------------- | -------------------------------------------------------------------- | ---------------------------------------------- |
|               | Tatra T2       | 2                                                                    | Modernisation en Tatra T2R                     |
|               | Tatra T3       |                                                                      | version classique                              |
| Tatra T3 SUCS |                | version destinées à l'ex URSS                                        |                                                |
| Tatra T3 M    | 20             | version modernisée                                                   |                                                |
| Tatra T3R P   | 12             | version reconstruite semblable à la reconstruction des T3 Praguoises |                                                |
| Tatra T3R PLF | 12             | version reconstruite avec plancher surbaissé au centre               |                                                |
|               | Tatra RT6S     | 1                                                                    | Retiré du service                              |
|               | Pragoimex EVO2 | 1                                                                    | La commande prévoyait à l'origine 8 véhicules. |